# Someday (I'm Coming Back)
Someday (I'm Coming Back) è un singolo del 1992 della cantautrice britannica Lisa Stansfield estratto dalla colonna sonora del film Guardia del corpo.